# Asami Setō
Asami Setō (瀬戸麻沙美, Setō Asami) est une actrice de doublage et chanteuse japonaise, née le 2 avril 1993 à la Préfecture de Saitama.

## Biographie

### Enfance et formation
Elle était membre de l’équipe de volley-ball au collège et du club de gymnastique rythmique au lycée.

### Carrière
Dans une interview, elle déclare avoir eu envie de devenir comédienne de doublage alors qu'elle était en deuxième année de lycée et avoir commencé sa carrière en 2010.

## Doublage

### Séries

#### 2011
- Ano hi mita hana no namae o bokutachi wa mada shiranai : Atsumu Matsuyuki
- Chihayafuru : Chihaya Ayase[1]
- Dog Days : Amelita Tremper
- Ro-Kyu-Bu! : Kagetsu Hakamada
- Hōrō musuko : Yoshino Takatsuki

#### 2012
- Rinne no Raguranje (ja) : Lan[1]
- Magi : Ri Seishun
- Symphogear : Aoi Tomosato
- Girls und Panzer : Kinuyo Nishi
- Code Geass: Akito the Exiled : Ferilli Baltrow
- Hori-san to Miyamura-kun : Kyoko Hori
- Magical Warfare (ja) : Kurumi Isoshima
- WIXOSS (ja) : Yuki
- Haikyū!! : Yui Michimiya

#### 2013
- Tokurei Sochi Dantai Sutera Jo-Gakuin Kōtō-ka Shīkyūbu : Rin Haruna

#### 2015
- Tokyo Ghoul : Akira Mado
- Death Parade : une femme aux cheveux noirs / Chiyuki
- Food Wars! : Miyoko Hojo
- Mobile Suit Gundam: The Origin : Fang Li
- Monster musume no iru nichijō : Kii
- Valkyrie Drive : Charlotte Scharsen

#### 2016
- Bungo Stray Dogs : Ichiyō Hichugi
- Haruchika (ja) : Naoko Serizawa
- Kuromukuro : Mika Ogino
- Regaria Za Surī Seikuriddo Sutāzu (ja) : Ingrid Tiesto

#### 2017
- Symphogear : Aoi Tomosato

#### 2018
- Katana Maidens: Toji No Miko (ja) : Yukari Origami
- Kokkoku : Shoko Majima
- LOST SONG (ja) : Monica Lux
- Sunohara-sō no Kanrinin-san (ja) : Sumire Yamanashi
- Ongaku Shōjo (ja) : Eri Kumagai
- Rascal Does Not Dream of Bunny Girl Senpai :  Mai Sakurajima
- Sin: Nanatsu no Taizai (ja) : Uriel / Patience

#### 2019
- Assassins Pride : Shenfa Zwitoque
- B-PROJECT (ja) : Tsubasa Sumisora
- Isekai Quartet : CZ2128 Delta
- Kōya no Kotobuki Hikōtai (ja) : Reona
- The Rising of the Shield Hero : Raphtalia[2]

#### 2020
- Isekai Quartet 2 : Raphtalia[3], CZ Delta
- Jujutsu Kaisen : Nobara Kugisaki

#### 2021
- Tropical-Rouge! Precure : Asuka Takizawa/Cure Flamingo[4]
- Fena : Pirate Princess : Fena Houtman

#### 2022
- Bleach: Thousand-Year Blood War : Shino Madarame[5]
- The Eminence in Shadow : Alpha[6]

#### 2023
- Bullbuster (en) : Arumi Ikaidō[7]
- The Café Terrace and Its Goddesses : Akane Hououji[8]

### Jeux vidéos

#### 2022
- The Eminence in Shadow: Master of Garden : Alpha[9], Olivier

#### 2023
- Tekken 8  : Reina

## Musique
- 2022[10] : Darling in the Night, créditée en tant qu'Alpha des Shichikage.